# Travunia hofferi
Espèce
Synonymes
- Abasola hofferi Šilhavý, 1936

Travunia hofferi est une espèce d'opilions laniatores de la famille des Travuniidae.

## Distribution
Cette espèce est endémique du Monténégro. Elle se rencontre à Knežlaz dans la grotte Pokljuka Gornja.

## Description
La femelle holotype mesure 1,7 mm.

## Systématique et taxinomie
Cette espèce a été décrite sous le protonyme Abasola hofferi par Šilhavý en 1936. Elle est placée dans le genre Travunia par Kury et Mendes en 2007.

## Étymologie
Cette espèce est nommée en l'honneur d'Augustin Hoffer.

## Publication originale
- Šilhavý, 1936 : « Novy jeskynni sekáč z Jugoslávie, Abasola hofferi n. sp. - Un opilion cavernicole nouveau de Yugoslavie, Abasola hofferi n. sp. » Sborník Entomologického Oddelení Narodního Musea v Praze - Acta entomologica Musei Nationalis Pragae, vol. 14, p. 208–212.